# Zeidora naufraga
Zeidora naufraga är en snäckart som beskrevs av Watson 1883. Zeidora naufraga ingår i släktet Zeidora och familjen nyckelhålssnäckor. Inga underarter finns listade i Catalogue of Life.